# I viaggiatori
I viaggiatori (Sliders) è una serie televisiva statunitense di fantascienza prodotta dalla Universal e dalla St. Clare Entertainment nel 1995. La trama della serie si sviluppa attorno al tema dei viaggi in dimensioni parallele, compiuti grazie alla realizzazione di un ipotetico ponte di Einstein-Rosen, in alcuni episodi chiamato erroneamente Einstein-Rosen-Pudalski.

## Trama

### Sinossi
La storia racconta le vicende di un gruppo di viaggiatori che si ritrova a viaggiare attraverso dimensioni parallele del proprio multiverso.
Il giovane studente universitario Quinn Mallory, nel tentativo di costruire una macchina capace di modificare la gravità terrestre, realizza invece un dispositivo che chiama Slider Machine, in grado di aprire un varco attraverso vari universi paralleli. Questa macchina crea un tunnel, basato sul ponte di Einstein-Rosen, che può trasportare chi lo attraversa in una dimensione dove luogo e tempo coincidono (stesso luogo e stesso giorno), ma nella quale sono avvenuti eventi diversi.
Al ritorno dal suo primo viaggio, Quinn trova un suo doppione proveniente da una dimensione parallela che ha già ultimato e perfezionato la macchina. Oltre a fornirgli la soluzione dell'equazione necessaria per creare il varco, gli spiega brevemente come utilizzare la macchina. Tuttavia, l'altro Quinn non riesce a comunicargli per tempo la cosa più importante: cosa evitare assolutamente per non rimanere bloccato in un'altra dimensione.
Il suo professore di fisica, Maximillian Arturo, e la sua collega di lavoro, Wade, decidono di accompagnare Quinn nel suo secondo viaggio. Quinn, nel tentativo di aumentare l'intensità del vortice per permettere il trasporto di tre persone, esagera e risucchia anche Rembrandt Brown, un ex cantante di successo degli anni settanta la cui carriera ormai non ha più sbocchi che si trovava nella sua auto mentre attraversava la strada di fronte al sotterraneo dove è situato il macchinario.
Prima di partire, Quinn imposta la durata del viaggio a cinque ore, ma una volta sul posto è costretto a modificarla. Questo cambiamento gli costerà caro: a causa della modifica nelle condizioni del viaggio, il gruppo di viaggiatori non tornerà più alla propria dimensione di partenza ma a un'altra, senza sapere più come fare per tornare indietro. Nessuno sa come impostare le coordinate dimensionali sul timer in modo da tornare a casa, quindi ai viaggiatori non resta altro che saltare da una dimensione all'altra, sperando di riuscire, prima o poi, a tornare indietro, oppure di incontrare dei loro doppi in possesso di una Slider Machine più sofisticata, in grado di ricevere le coordinate dimensionali.

### Temi ricorrenti
- Gli universi paralleli
L'idea che sta alla base della serie è far vedere come lo stesso luogo e lo stesso giorno possono cambiare in maniera anche molto radicale, attraverso dei diversi avvenimenti e delle diverse scelte. La serie si basa sulla teoria quantistica, principalmente sull'esperimento del gatto di Schrödinger e dei tempi sovrapposti, per la quale ogniqualvolta esiste una possibilità di scelta l'universo si divide in due o più dimensioni parallele. Secondo questa teoria, se un uomo dovesse decidere di mettere una maglietta o una camicia, l'attuale dimensione si sdoppierebbe: in una in cui l'uomo ha scelto la camicia e un'altra in cui ha scelto la maglietta.
- Il timer
Il timer è un dispositivo dall'aspetto di un telefono cellulare o di un telecomando televisivo. I Viaggiatori impostano un predeterminato quantitativo di tempo da passare in ogni universo parallelo, un tempo che può essere tenuto sotto controllo e rilevato dal display del timer all'arrivo sul mondo parallelo. Quando il timer segna zero, tramite lo stesso è possibile aprire il vortice per il successivo mondo parallelo. Non passare attraverso il vortice allo scadere del tempo significherebbe per i Viaggiatori perdere la possibilità di un altro "viaggio" per i successivi 29,7 anni. Il timer, nel corso della serie, è stato perso molte volte, rubato o danneggiato durante i viaggi, ma chiaramente sempre riparato o ritrovato in tempo per il momento dell'apertura dei portali.
- I doppioni 
Uno dei concetti affrontati all'interno della serie è quello dei doppi. Sui vari mondi paralleli è concepita la possibile esistenza di altre versioni delle stesse persone. I Viaggiatori hanno spesso incontrato altre versioni di se stessi. Molti doppi hanno interessi e personalità simili a quelle dei viaggiatori (ad esempio i doppi di Quinn hanno inventato il viaggio, o si accingono a farlo); in altri casi, la personalità dei doppi è del tutto dissimile da quella dei Viaggiatori. Alcuni dei doppi che i viaggiatori incontrano sono doppi di persone già conosciute nella terra di partenza, come il compagno di classe di Quinn Conrad Bennish Jr..
- Il vortice
Il vortice è un passaggio aperto dal timer che i Viaggiatori portano con loro ed è il modo in cui i Viaggiatori stessi viaggiano attraverso gli universi paralleli. L'aspetto del vortice è cambiato nel corso delle serie. Dalla prima alla terza stagione, il vortice appariva come una spirale blu, talvolta trasparente; nella quarta e nella quinta stagione una colorazione verdastra è stata aggiunta ed il vortice è stato reso completamente opaco. Nell'episodio Gillian la sensitiva, Arturo afferma che il vortice si chiude automaticamente quando aperto per 60 secondi: comunque, in molti episodi, è rimasto aperto ben oltre i 60 secondi, per ovvie esigenze di copione.
- L'albergo
I viaggiatori hanno l'abitudine di soggiornare presso un albergo prestabilito, così da avere un punto di riferimento ove incontrarsi in caso di spiacevoli sorprese. Nella prima stagione soggiornano nel Motel 12, gestito da Gomez Calhoun. Durante la seconda stagione e fino al secondo episodio della terza soggiornano al Dominion Hotel, sempre gestito da Calhoun. Durante la terza stagione, il soggiorno dei viaggiatori a Los Angeles avviene presso il Royal Chancellor Hotel, a volte chiamato dai quattro Chancellor. Nella quarta e nella quinta stagione l'albergo di riferimento è il Chandler Hotel, con sede a Los Angeles. Su alcuni mondi, Calhoun (interpretato da un altro attore) lavora in quest'ultimo hotel come portiere.

## Episodi
| Stagione         | Episodi | Prima TV originale | Prima TV Italia |
| ---------------- | ------- | ------------------ | --------------- |
| Prima stagione   | 10      | 1995               | 2000            |
| Seconda stagione | 13      | 1996               | 2000            |
| Terza stagione   | 25      | 1996-1997          | 2000-2001       |
| Quarta stagione  | 22      | 1998-1999          | 2001            |
| Quinta stagione  | 18      | 1999-2000          | 2001-2002       |

## Personaggi e interpreti

### Personaggi principali
- Quinn Michael Mallory (stagioni 1-5), interpretato da Jerry O'Connell, doppiato da Riccardo Rossi.
- Quinn "Mallory" Mallory (stagione 5), interpretato da Robert Floyd, doppiato da Fabrizio Manfredi.
- Wade Kathleen Wells (stagioni 1-3), interpretata da Sabrina Lloyd, doppiata da Tiziana Avarista.
- Rembrandt Lee Brown (stagioni 1-5), interpretato da Cleavant Derricks, doppiato da Antonio Sanna.
- Professor Maximillian P. Arturo (stagioni 1-3), interpretato da John Rhys-Davies, doppiato da Dario Penne.
- Maggie Beckett (stagioni 3-5), interpretata da Kari Wührer, doppiata da Pinella Dragani.
- Colin Mallory (stagione 4), interpretato da Charlie O'Connell, doppiato da Vittorio De Angelis.
- Diana Davis (stagione 5), interpretata da Tembi Locke, doppiata da Rossella Acerbo.

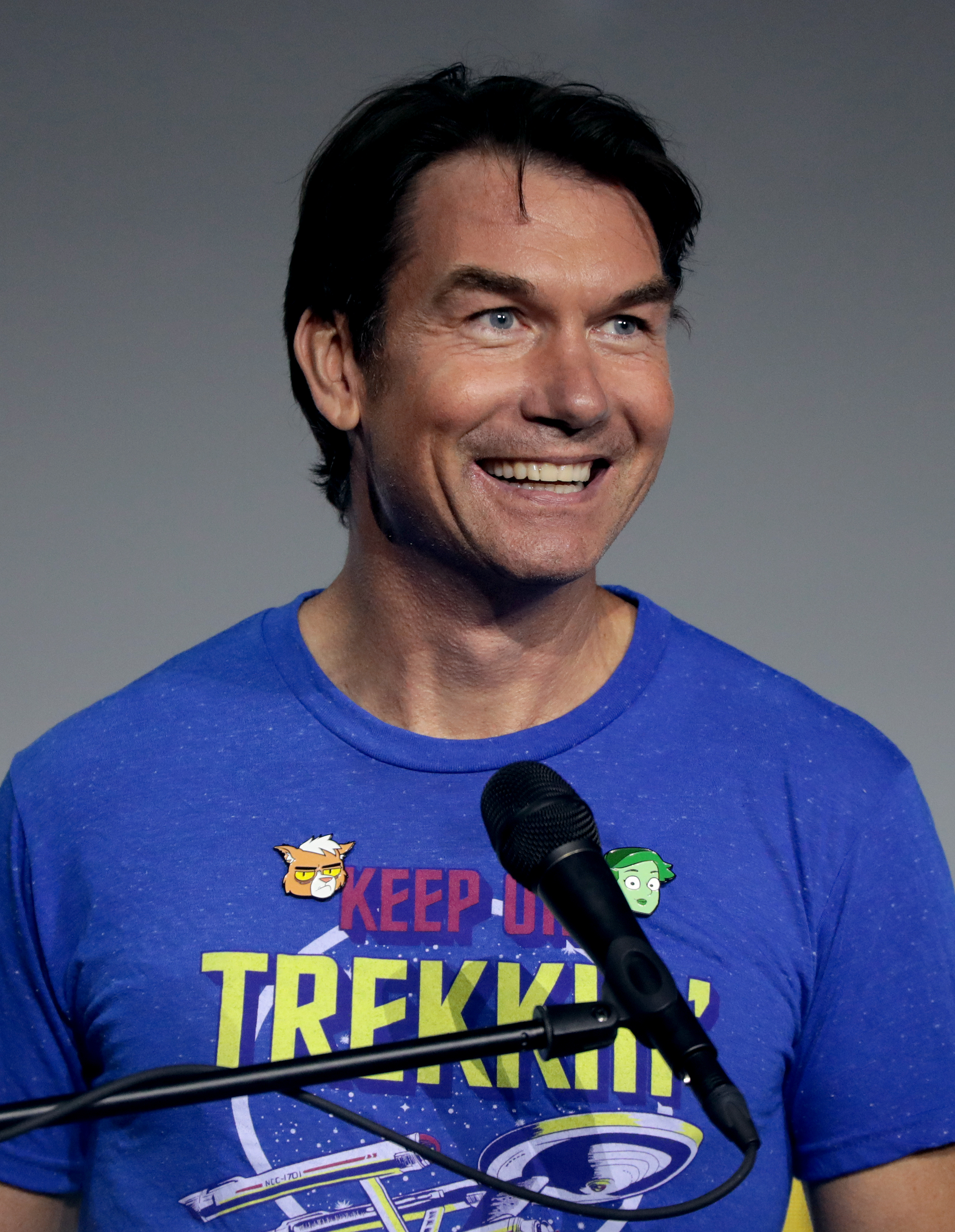
Jerry O'Connell, interprete di Quinn Mallory
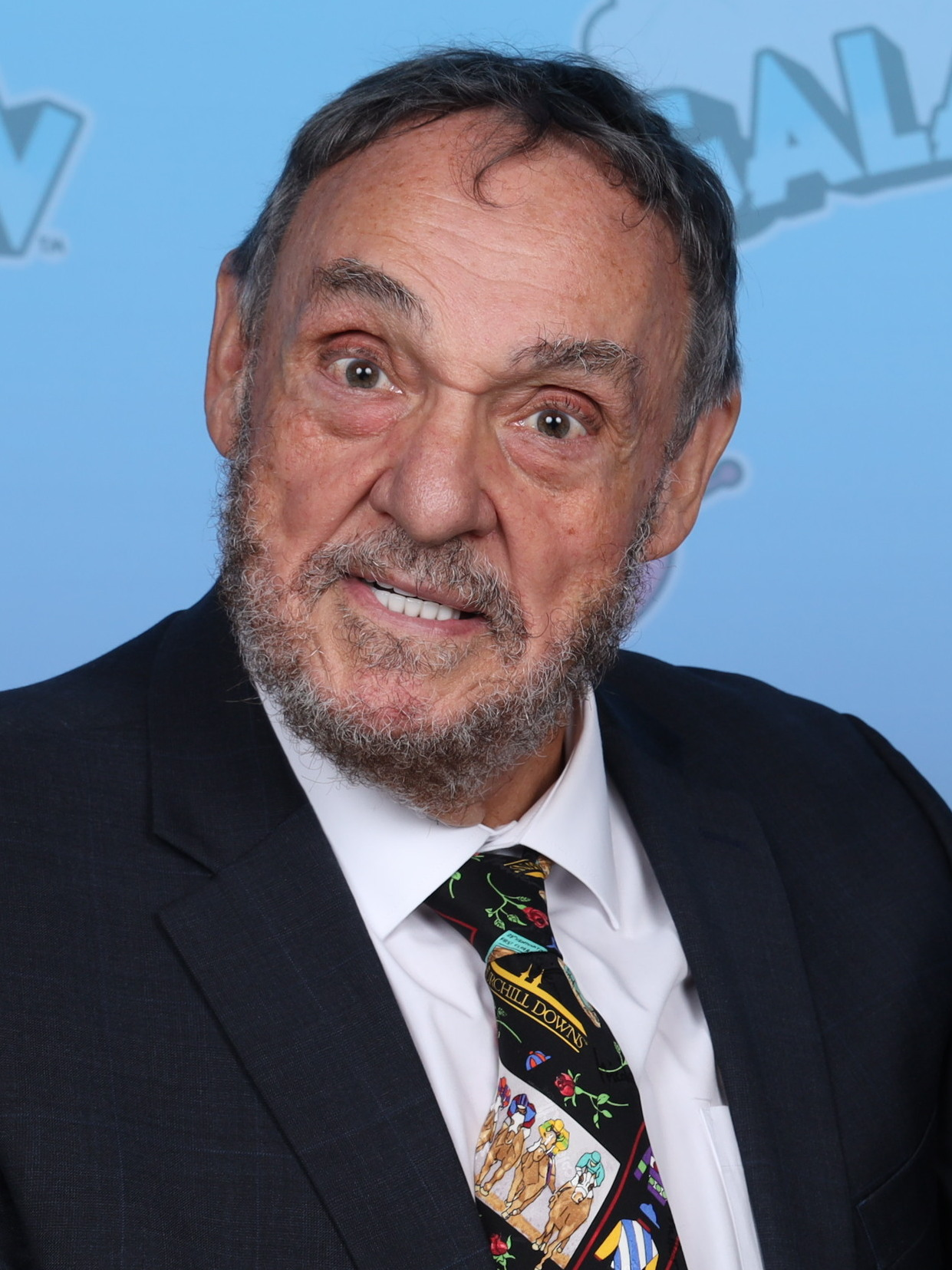
John Rhys-Davies, interprete del Professor Maximillian P. Arturo
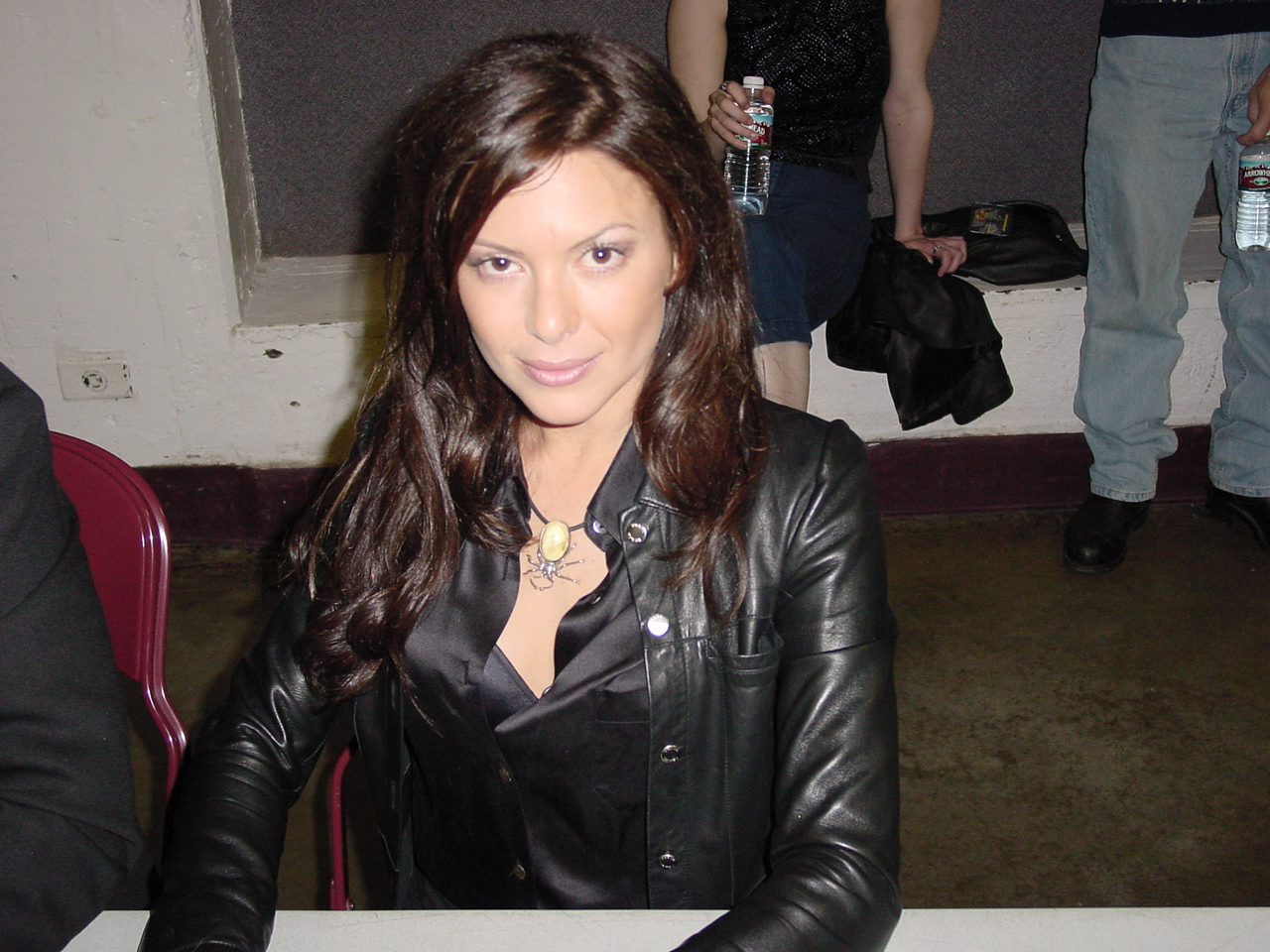
Kari Wührer, interprete di Maggie Beckett
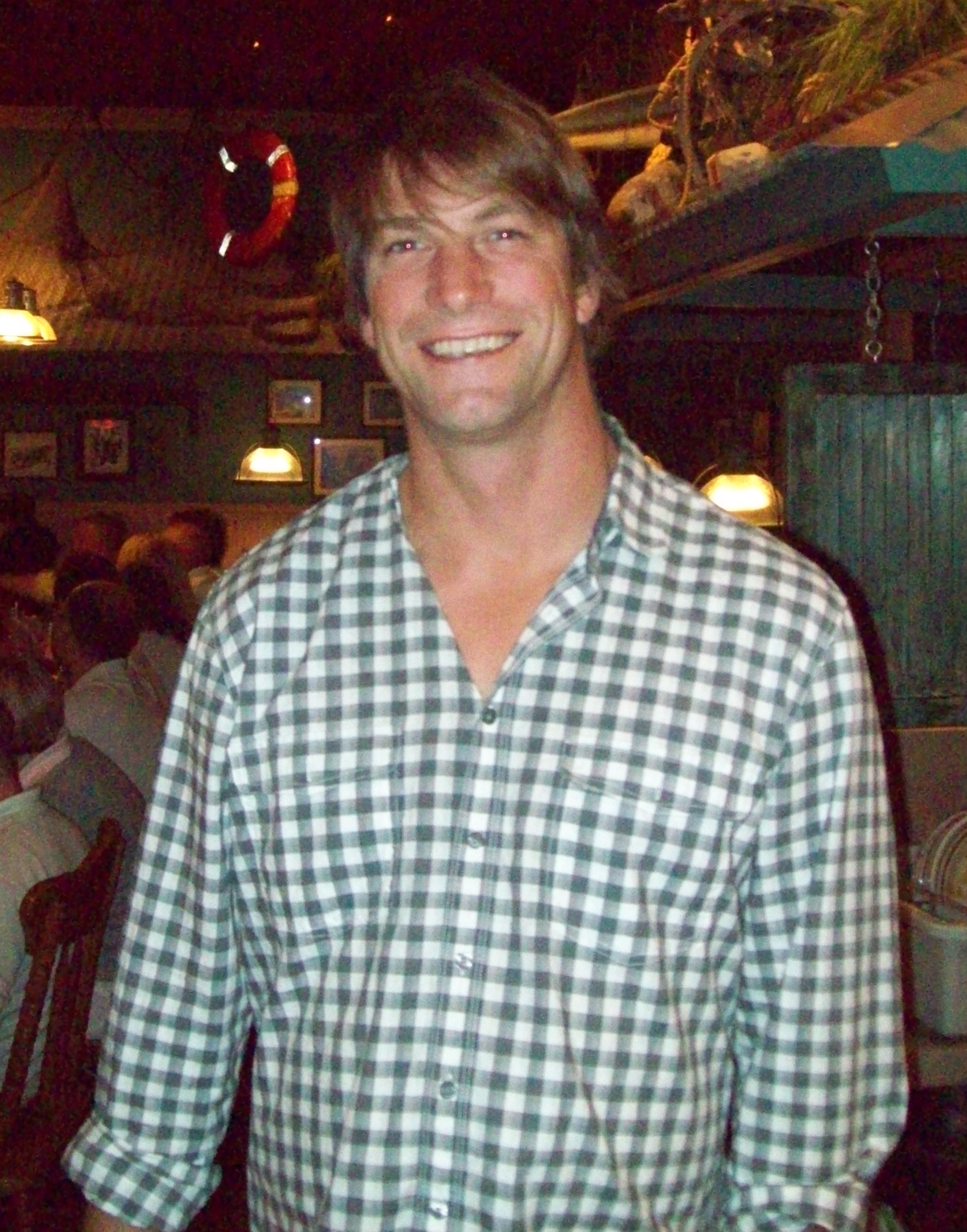
Charlie O'Connell, interprete di Colin Mallory
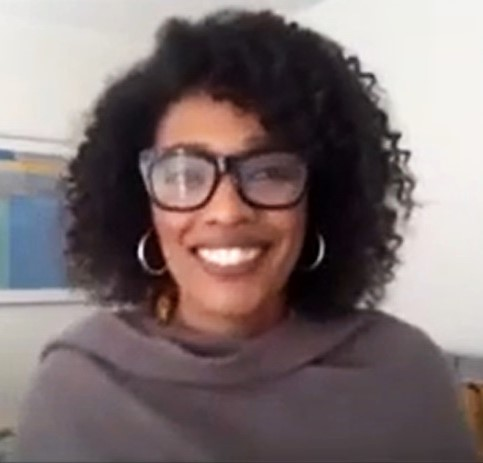
Tembi Locke, interprete di Diana Davis

### Personaggi secondari
- Amanda Mallory (stagioni 1-5), interpretata da Linda Henning (stagioni 1, 3, 5) e Deanne Henry (stagione 2).
- Micheal Mallory (stagione 1), interpretato da Tom Butler (stagione 1) e John Walcutt (stagione 4).
- Conrad Bennish jr (stagione 1), interpretato da Jason Gaffney.
- Gomez Calhoun (stagioni 1-4), interpretato da Will Sasso (stagione 1), da Linda Henning (stagione 4) e da Israel Juarbe (stagione 5).
- Pavel Kurlienko (stagione 1), interpretato da Alex Bruhanski.
- Michael Hurley (stagione 1), interpretato da Gary Jones.
- Ross J. Kelley (stagione 1), interpretato da John Novak.
- Mace Moon (stagione 1), interpretato da Gerry Nairn.
- Elston Diggs (stagione 3), interpretato da Lester Barrie.
- Malcom Eastman (stagione 3), interpretato da Wes Charles, jr.
- Colonnello Angus Rickman (stagione 3), interpretato da Roger Daltrey e Neil Dickson.
- Elizabeth Mallory (stagione 4), interpretata da Marnie McPhail.
- Hal il barista (stagioni 4-5), interpretato da Scott Kloes (stagione 4) e da Scott Kloes (stagione 5).
- Kolitar (stagione 4), interpretato da Reiner Schöne.
- Sceriffo Redfield (stagioni 4-5), interpretato da Marshall R. Teague.
- Dottor Oberon Geiger (stagione 5), interpretato da Peter Jurasik.

## Produzione
Il primo e più importante mutamento nella serie televisiva è avvenuto all'inizio della terza stagione, quando la produzione venne spostata da Vancouver a Los Angeles e la Fox posizionò David Peckinpah nella rosa dei produttori esecutivi. Questi due eventi furono essenzialmente motivati dal desiderio della dirigenza del canale televisivo di avere un maggior controllo sulla serie. Durante la produzione delle due stagioni precedenti, il canale televisivo non aveva gradito l'eccessiva libertà creativa che gli ideatori del telefilm, Tracy Tormé e Robert K. Weiss, si potevano concedere nella città canadese. Tormé dopo pochi episodi della terza stagione lasciò la produzione anche a causa dei problemi di salute del padre (Mel Tormé). Il set delle varie città visitate dai viaggiatori nel corso della quinta stagione è lo stesso che è stato usato per dare luogo a Central City, la città della serie televisivaFlash.
L'aspetto principale della terza stagione, ovvero la parodia di alcuni film, fu dovuto pertanto all'assecondamento dei desideri del network. Il pubblico non gradì e il calo di ascolti portò alla decisione di modificare il cast con l'eliminazione del personaggio di Arturo e la sua sostituzione con il personaggio interpretato dall'attrice Kari Wührer. Questa decisione portò due conseguenze. La prima, avvenuta dietro le quinte, spinse Tormé a rifiutare di proseguire nell'elaborazione dell'episodio finale della terza stagione che coinvolgeva il personaggio del professore. La seconda fu che il quartetto di viaggiatori aveva come priorità non più il ritorno a casa, ma il recupero del timer contenente le coordinate dimensionali del loro mondo, posseduto dal cattivo di turno: il Colonnello Rickman.
L'acquisizione dei diritti da parte dello Sci-Fi Channel modificò ulteriormente l'impostazione della serie. Oltre a non rinnovare il contratto della Lloyd, per volontà di quest'ultima o di Peckinpah, venne ripresa un'idea di Tormé di un cattivo ricorrente, la dinastia Kromagg, la quale ha invaso il mondo di origine dei viaggiatori. Nuovo obiettivo dei viaggiatori è quello di trovare la mitica arma con la quale si potrebbe liberare ogni mondo da questo pericolo. Essa si dovrebbe trovare nel vero mondo di Quinn, il quale scopre di essere figlio di viaggiatori che lo hanno consegnato ai loro doppi per proteggerlo dalla guerra tra umani e Kromagg che si stava svolgendo nel loro. Il nuovo arco narrativo del personaggio di Quinn e l'inserimento di un fratello (interpretato dal vero fratello di O'Connell, Charlie) pare fosse stato inserito con l'intenzione di creare un colpo di scena nel finale di stagione. In esso sarebbe stato rivelato che il fratello era in realtà un clone di Quinn e che questi non era stato adottato: i Kromagg lo volevano utilizzare per rientrare nel loro mondo d'origine dal quale erano stati scacciati dagli umani che li avevano sconfitti. La decisione in proposito di Peckinpah fu negativa e il progetto relativo al colpo di scena finale venne accantonato, lasciando parecchie perplessità in molti fan sulla plausibilità delle nuove origini del protagonista.
Tra la fine della quarta e l'inizio della quinta stagione avvennero le ultime profonde modifiche. Ufficialmente per ragioni di impegno di O'Connell con la produzione del film Mission to Mars, la sua partecipazione, e di conseguenza quella del fratello, ebbe termine. Per questo motivo vennero introdotti due nuovi personaggi, uno dei quali avrebbe dovuto essere un doppio di Quinn Mallory (Robert Floyd) al quale era stato impiantato DNA e conoscenze di quello interpretato da O'Connell. In uno stato di completo abbandono del controllo da parte dei dirigenti canale televisivo, il nuovo produttore esecutivo Bill Dial decise di utilizzare i 18 episodi della quinta stagione per fare qualche piacere a Tormé, per concludere la trama dei Kromagg (avvenuto negli episodi Strangers and Comrades/In prima linea e Requiem) e quella del personaggio di Wade Wells (Requiem). Infine, si dedicò il finale di un episodio ad un vecchio tormentone della serie televisiva: la Cadillac rosa del personaggio di Rembrandt Brown (nell'episodio Dust/Polvere).
Il finale aperto dell'ultimo episodio della quinta stagione venne scritto nella speranza che il network cambiasse idea, come già era successo in due momenti differenti durante la messa in onda sulla Fox Television. Negli anni successivi, Robert K. Weiss ha compiuto diversi tentativi per produrre un film ispirato alla serie televisiva, ma sono tutti caduti nel vuoto. L'idea iniziale non era quella di riprendere dal finale aperto dell'ultimo episodio, ma di narrare nuovamente le avventure del quartetto originale.

## Distribuzione

### Trasmissione
La serie è composta da 5 stagioni, per un totale di 88 episodi.
È stata trasmessa in Italia nel 2000 e nel 2001. Su Italia 1 andarono in onda le prime tre stagioni e i primi sei episodi della quarta. Successivamente, l'intera serie è stata ripresa sul canale televisivo satellitare Duel TV che mandò in onda tutti gli 88 episodi in ordine sparso. Solo nell'estate del 2003 è stata completata la trasmissione degli episodi della quarta e della quinta stagione su Italia 1.
Negli Stati Uniti, le prime tre stagioni andarono in onda sulla Fox Television. Dopo che la dirigenza di quest'ultima decise di interrompere la serie, il canale televisivo via cavo Sci-Fi Channel decise di acquistare dalla Universal i diritti di trasmissione delle tre stagioni già mandate in onda e di produrre 22 episodi per una quarta. Grazie agli ottimi risultati d'ascolto, vennero prodotti altri 18 episodi che compongono la quinta ed ultima stagione del telefilm.

### Home video
La Universal durante la fine degli anni novanta lanciò una versione su videocassetta del pilota in Australia, Danimarca, Germania, Giappone, Polonia, Norvegia.
In Regno Unito vennero vendute le videocassette relative a tre episodi: oltre al Pilota, anche "Summer of Love"(La Stagione dell'amore) e "Fever "(L'epidemia Q).
Nel 1996 uscì la versione italiana con il titolo di Viaggio nell'ignoto. Poiché il doppiaggio dell'intera serie andata in onda sulle reti Mediaset è avvenuto nel maggio 2000, la curiosità principale relativa a quest'ultima, è nel fatto che i doppiatori non sono gli stessi.
La Universal ha lanciato sul mercato solamente due cofanetti DVD della serie televisiva:
- Sliders The First and Second Season Dual Dimension Edition, che copre i 23 episodi della prima e della seconda stagione;
- Sliders The Complete Third Season, comprendente i 25 episodi della terza stagione.

Le emissioni sono state riservate al mercato nordamericano, britannico e australiano. Differiscono tra loro per la presenza o meno di sottotitoli, gli extra e il numero di DVD presenti nella confezione. La versione britannica del cofanetto delle terza stagione, ad esempio, non presenta extra né i sottotitoli in lingua originale. A maggio 2008 sono usciti i DVD della quarta stagione. L'uscita della quinta stagione è in programmazione, ma si è deciso di rinviarla a causa dell'eccessiva presenza di prodotti della casa di produzione sul mercato.

## Opere derivate

### Fumetti
Nel 1996 la Acclaim Comics si accordò con Tormé e la Universal per produrre la versione a fumetti della serie televisiva. L'intenzione degli autori era sfruttare le infinite possibilità offerte dalla trama, ma che non potevano essere riprodotte a causa della ristrettezza del budget televisivo.
A seguito di problemi finanziari della casa editrice, nel 1997 i fumetti dovettero essere interrotti alla decima uscita. L'undicesimo episodio, "Get A Life", era in fase di preparazione e Tormé stava per scrivere la versione a fumetti di quello che inizialmente avrebbe dovuto essere l'ultimo episodio della terza stagione, "Heat of the Moment".

#### Numeri
1. Armada, part 1
2. Armada, part 2
3. Ultimatum: Rapture
4. Ultimatum: Damnation
5. Darkest Hour: Fissions of the Soul
6. Darkest Hour: Dimensional Shadows
7. Darkest Hour: Ticking Clock
8. Narcotica
9. Blood and Splendor
10. Deadly Secrets
11. Get A Life (mai uscito, rimasto in fase di preparazione)
12. Sliders - The Final Episode (mai uscito, rimasto in fase di scrittura)

### Romanzi e guide
Nel 1996 uscì la versione romanzata dell'episodio pilota scritta da Brad Linaweaver e intitolata Sliders: The Novel (ISBN 1-57297-098-7).
Una guida agli episodi delle prime tre stagioni venne data alle stampe nel 1998. Si intitola Sliders: The Classic Episode (ISBN 1-57500-053-9).
La guida comprendente tutti gli 88 episodi della serie uscì nel novembre 2000 con il titolo Sliders Chronicles (ISBN 3-931608-41-7).

## Citazioni e omaggi
- La serie televisiva è stata parodiata nel primo episodio dell'ottava stagione della serie I Griffin, Viaggio nel multiverso (Road to the Multiverse, 2009).